# Tage Larsson
Tage Konrad Leopold Larsson (* 11. November 1905 in Stora Köpinge, Malmöhus län; † 15. Juli 1998 in Schweden) war ein schwedischer Versicherungsmathematiker, der sich nebenberuflich wissenschaftlich betätigte. Nach ihm wurde (zusammen mit Torsten Sjögren) das Sjögren-Larsson-Syndrom benannt, das eine Form der mentalen Retardierung in Kombination mit einer fortschreitenden spastischen Paraplegie und Ichthyose darstellt, die endemisch fast ausschließlich in Schweden auftritt.

## Leben
Larsson wurde als 1905 Sohn des Per Larsson und seiner Frau Maria, geb. Persson, in der kleinen Ortschaft Stora Köpinge in Südschweden geboren. 1923 nahm er an der Universität Lund sein Studium auf und schloss dieses 1927 mit dem Magister ab. 1933 erwarb er das Lizenziat in Statistik. 1929 bis 1934 war er als Assistent am Statistischen Institut der Universität Lund und gleichzeitig 1930 als Lektor in Malmö beschäftigt. 1934 fing er bei der Lebensversicherung Skandia an zu arbeiten und stieg rasch auf (1935 Aktuar; 1944 Assistenz-Direktor, 1949 Vize-Direktor, 1955 Bereichsleiter). Larsson heiratete 1935 Margareta Ahldén (1912–1971), Tochter des Anders Ahldén und dessen Frau Anna, geb. Nilsson. Von 1964 bis zu seiner Pensionierung 1970 arbeitete er bei der Thule-Lebensversicherung. Bei seinem Ausscheiden aus dem Arbeitsleben gehörte er zu den führenden Männern in der schwedischen Lebensversicherungsbranche. Larsson war 1934 Vorsitzender des Studentenkorps Lund, 1933 bis 1936 Sekretär bei der Vereinigung der akademischen Berufe sowie von 1957 bis 1974 Mitglied des schwedischen Versicherungskreises.
Neben seiner Arbeit in der freien Wirtschaft pflegte er sein wissenschaftliches Interesse. In den 1940er Jahren lernte er den schwedischen Psychiater und Genetiker Torsten Sjögren kennen. Ihre Zusammenarbeit, die sich auf Sjögrens medizinisches Wissen und Larssons statische Analysen stützte, förderte wichtige neue Entdeckungen zu Tage. Im Zeitraum von 1949 bis 1967 veröffentlichen sie acht gemeinsame Artikel über Nervenleiden, die sie auf klinische und genetische demographischen Studien stützten. Als ihr wichtigster Forschungsbeitrag kann ihre Arbeit über das Sjögren-Larsson-Syndrom angesehen werden. Als Anerkennung seiner wissenschaftlichen Leistungen wurde Larsson 1951 von der Universität Stockholm der Ehrendoktor in Medizin verliehen. In den 1960er Jahren veröffentlichte Larsson zwei Monographien über die Mortalität und Diabetes in Schweden.

## Werke
- Torsten Sjögren, Tage Larsson: Microphthalmos and Anophthalmos with or without Coincident Oligophrenia: A Clinical and Genetic-Statistical Study. Munksgaard, Kopenhagen 1949.
- Tage Larsson, Torsten Sjögren, George Jacobson: A Methodological, Psychiatric and Statistical Study of Large Swedish Rural Population. Munksgaard, Kopenhagen 1954.
- Torsten Sjögren, Tage Larsson: Oligophrenia in Combination with Congenital Ichthyosis and Spastic Disorders: A Clinical and Genetic Study. Munksgaard, Kopenhagen 1957.
- Torsten Sjögren, Tage Larsson: The Changing Age-Structure in Sweden and its Impact on Mental Illness. In: Bulletin of the World Health Organization. Vol. 21, No. 4–5, 1959, S. 569–582.
- Torsten Sjögren, Tage Larsson: Essential Tremor: A Clinical and Genetic Population Study. Munksgaard, Kopenhagen 1960.
- Tage Larsson, Torsten Sjögren, George Jacobson: Senile Dementia: A Clinical, Sociomedical and Genetic Study. Munksgaard, Kopenhagen 1963.
- Tage Larsson: Mortality in Sweden. Karger, Basel/New York 1965 (Teile des Werkes wurden erstmals im Schwedischen veröffentlicht beim Scandinavian Life Insurance Congress, Kopenhagen, September 1964).
- Tage Larsson, Torsten Sjögren: Dystonia Musculorum Deformans: A Genetic and Clinical Population Study of 121 Cases. Munksgaard, Kopenhagen 1966.
- Albert Grönberg, Tage Larsson, Jan Jung: Diabetes in Sweden: A Clinico-Statistical, Epidemiological and Genetic Study of Hospital Patients and Death Certificates. Esselte, Stockholm 1967.
- Tage Larsson, Nils Ljungstedt, Jan G. Waldenström (Hrsg.): Suicide and Attempted Suicide (Symposium 28.–30. September 1971). Nordiska Bokhandeln Förlag, Stockholm 1972.
- Tage Larsson, Nils Ljungstedt, Jan G. Waldenström (Hrsg.): Early Phases of Coronary Heart Disease: The Possibility of Prediction (Symposium 19.–21. September 1972), Nordiska Bokhandeln Förlag, Stockholm 1973.
- Harry Boström, Tage Larsson, Nils Ljungstedt (Hrsg.): Health Control in Detection of Cancer (Symposium 23.–25. September 1975). Almqvist & Wiksell, Stockholm 1976.